# طلوع: آواز دو انسان
طلوع: آواز دو انسان (به انگلیسی: Sunrise: A Song of Two Humans) فیلمی صامت از فریدریش ویلهلم مورنائو محصول سال ۱۹۲۷ میلادی (۱۳۰۵ شمسی) که به سبک درام و رمانتیک ساخته شد.
در فهرست سال ۲۰۱۲ مجله سایت‌اندساوند، این فیلم در جایگاه پنجم از بهترین فیلم‌های تاریخ سینما در رأی‌گیری منتقدان و جایگاه بیست‌ودوم در رأی‌گیری کارگردانان قرار گرفت.

خلاصه داستان
مردی روستایی فریفتهٔ زنی شهری می‌شود و به اغوای او تصمیم به غرق کردن و قتل زنش می‌گیرد اما هنگام اجرای نقشه پشیمان می‌شود و با زنش یک روز عاشقانه را در شهر می‌گذراند. آنها در راه بازگشت دچار طوفان می‌شوند و مرد که زنش را گم کرده، به روستا بازمی‌گردد، غافل از اینکه روستاییان زن را یافته‌اند. زن شهری به شهر بازمی‌گردد و شب پراضطراب با «طلوع آفتاب» به پایان می‌رسد.
بازیگران و نقشها
جرج اوبرایان در نقش مرد روستایی
جنت گینور در نقش همسر مرد روستایی
مارگارت لیوینگستون در نقش زن شهری 
بادیل روزینگ در نقش خدمتکار 
جی. فارل مک‌دونالد در نقش عکاس شهر 
رالف سیپرلی در نقش آرایشگر شهر 
جین وینتن در نقش دختر ناخن‌کار 
آرتور هاوسمن در نقش مرد مزاحم در آرایشگاه 
ادی بولند در نقش مرد استقبال کننده در آرایشگاه 